# Huta Gurgur (Sianjur Mula Mula)
Huta Gurgur is een bestuurslaag in het regentschap Samosir van de provincie Noord-Sumatra, Indonesië. Huta Gurgur telt 655 inwoners (volkstelling 2010).